# Klostertal (Silvretta)
Das Klostertal ist ein kleines Gebirgstal in der Silvrettagruppe, südlich des Silvretta-Stausees und der Bieler Höhe, der Klostertaler Bach fließt durch dieses Tal.

## Lage und Landschaft
Das Klostertal ist ein Nebental des Ochsentals, das den Quelllauf der Ill darstellt. Es zieht sich von Ende des Silvrettasees nach Südwesten, gegen den Großen Litzner (3109 m ü. A.), und dann nach Süden gegen den Gletscherrücken des Silvrettahorns (3244 m ü. A.). Das Tal trennt den Seehörnergrat vom Nordgrat (Egghörner–Schattspitzen-Grat) der Silvrettahorngruppe, und damit Mittelsilvretta von Westsilvretta.
Hier liegt der Klostertaler Gletscher, der das Quellgebiet des Klostertalbachs darstellt. Dort, wo der Bach kartographisch entspringt, liegt nur mehr ein von der schwindenden Hauptmasse abgetrennter Gletscherrest. 300 Meter ostwärts liegt ein kleiner Gletscherendsee, noch weiter westlich oberhalb der Steilstufe, gegen Tälihorn (2844 m ü. A.) und Klostertaler Spitze (2842 m ü. A.), bei der alten Zollhütte (2623 m ü. A.), liegen noch vier kleine Seen.
Der Bach nimmt dann die Entwässerungsgerinne der anderen Zungen des Klostertalergletschers auf, passiert zwischen Sonntagspitze (2882 m ü. A., im Westen, mit Schwarzer Wand) und Klostertaler Egghorn (3120 m ü. A.) im Osten.
Unterhalb der Klostertaler Hütte (2366 m ü. A.) kommt von links der Verhupftälibach vom Glottergletscher am Winterberg (2924 m ü. A.) und Großlitzner.
Es folgen von beiden Seiten noch einige namenlose Bäche (und in den Hochtälern mehrere Gletscherrest- und Karseen), bevor er in den Silvrettasee mündet.
Das ganze Klostertal – und der Osthang am Silvrettasee bis an die Bielerhöhe, an den Lobspitzen Hintere Lobspitze (2873 m ü. A.) – ist im Biotopinventar Vorarlberg als Großraumbiotop Klostertal (Nr. 11023) mit 1287,13 ha verzeichnet. Es handelt sich – nach dem Autor des Inventars Gaschurn, Markus Staudinger – um „einen ursprünglichen und weitgehend natürlichen Lebensraum für die hochalpine Tierwelt, darunter auch um den wichtigsten Lebensraum des wieder eingebürgerten Steinwilds in der Vorarlberger Silvretta“ – neben der kleineren Herde der Vallülatäler.
Das hinterste Tal ist mit seinen Pioniergesellschaften auf den großen Moränenflächen bemerkenswert. Im Schutt der Gipfelfluren findet sich  – sonst in Verwall und Silvretta fehlende –  Alpenmannsschildflur mit der namengebenden Art, dem Alpen-Mannsschild (Androsace alpina). Weiters kommen Gämse, Schneehuhn und Murmeltier häufig, Schneehase vereinzelt vor.

## Wege und Hütten
Im Tal liegt die Klostertaler Umwelthütte, die man von der Bielerhöhe einfach den See und der Klostertalerbach entlang erreicht.
Von dort sind Wege zu den wichtigsten Gipfeln ausgeschildert, auch Überschreitungen in die Nachbartäler:
- über Verhupf – Litznersattel (2737 m ü. A.) – Litznergletscher – Saarbrücker Hütte in den Schweizervermunt im Westen
- über Schwarze Wand – Klosterpass (2751 m ü. A.) – Obersilvretta – Sardascla im Südwesten
- über Klostertaler Gletscher (oder Schwarze Wand – Zollhütte) – Rote Furka – Silvrettahütte im Süden in die Sardascla
- talauswärts und in das Ochsental im Osten zur Wiesbadener Hütte

## Bilder

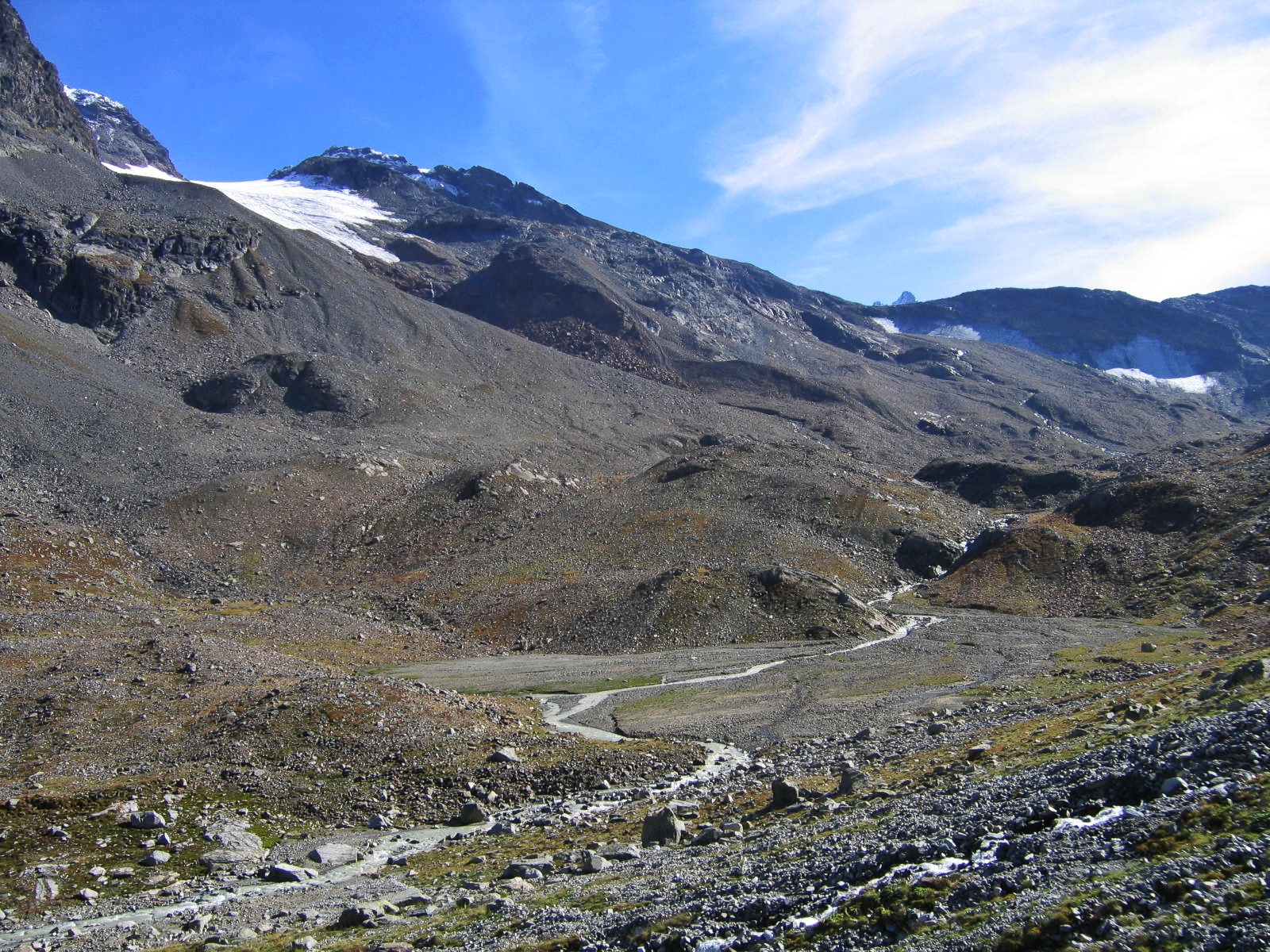
Hinteres Klostertal mit Klostertaler Gletscher
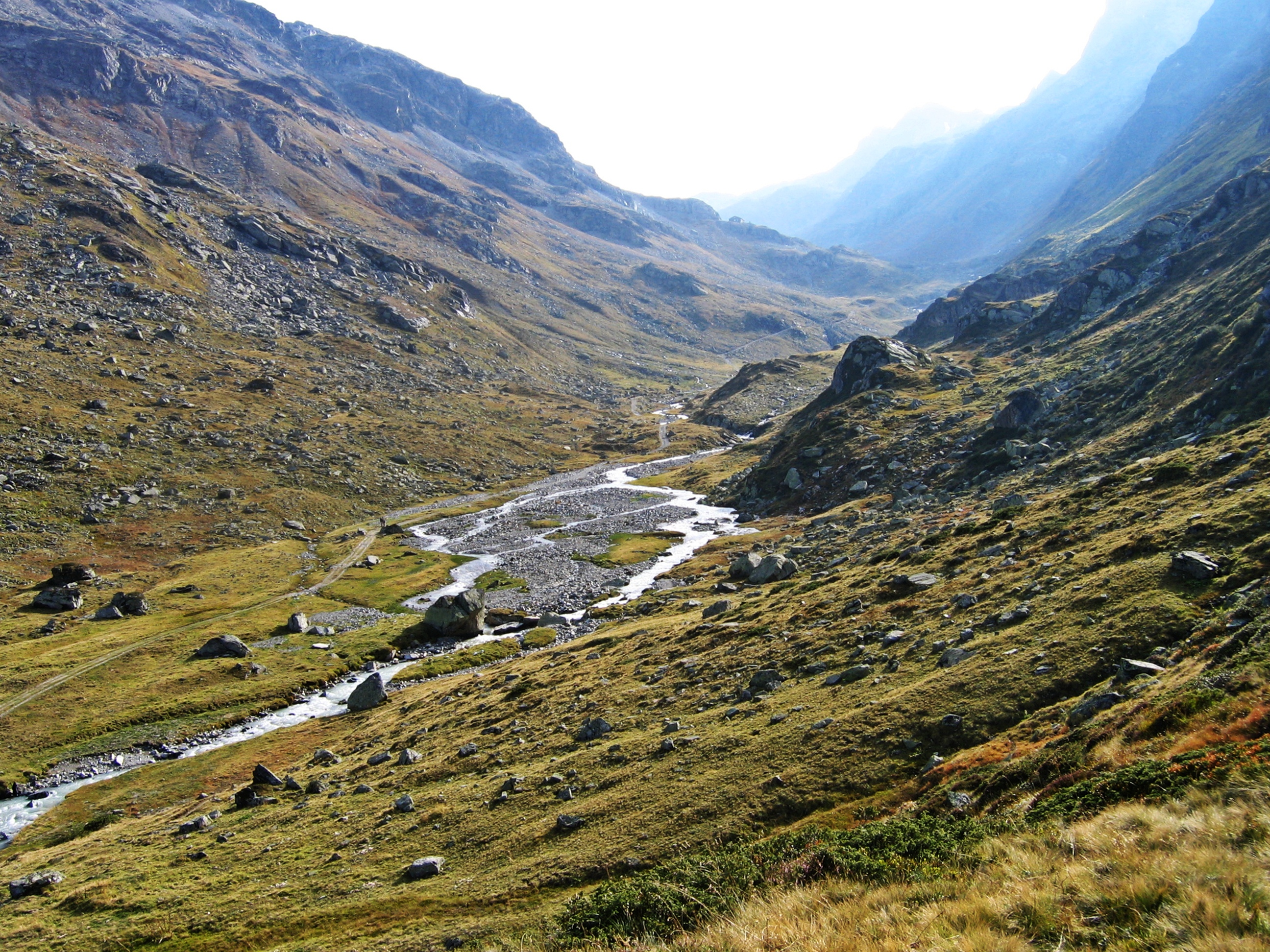
Mittleres Klostertal mit Klostertaler Umwelthütte
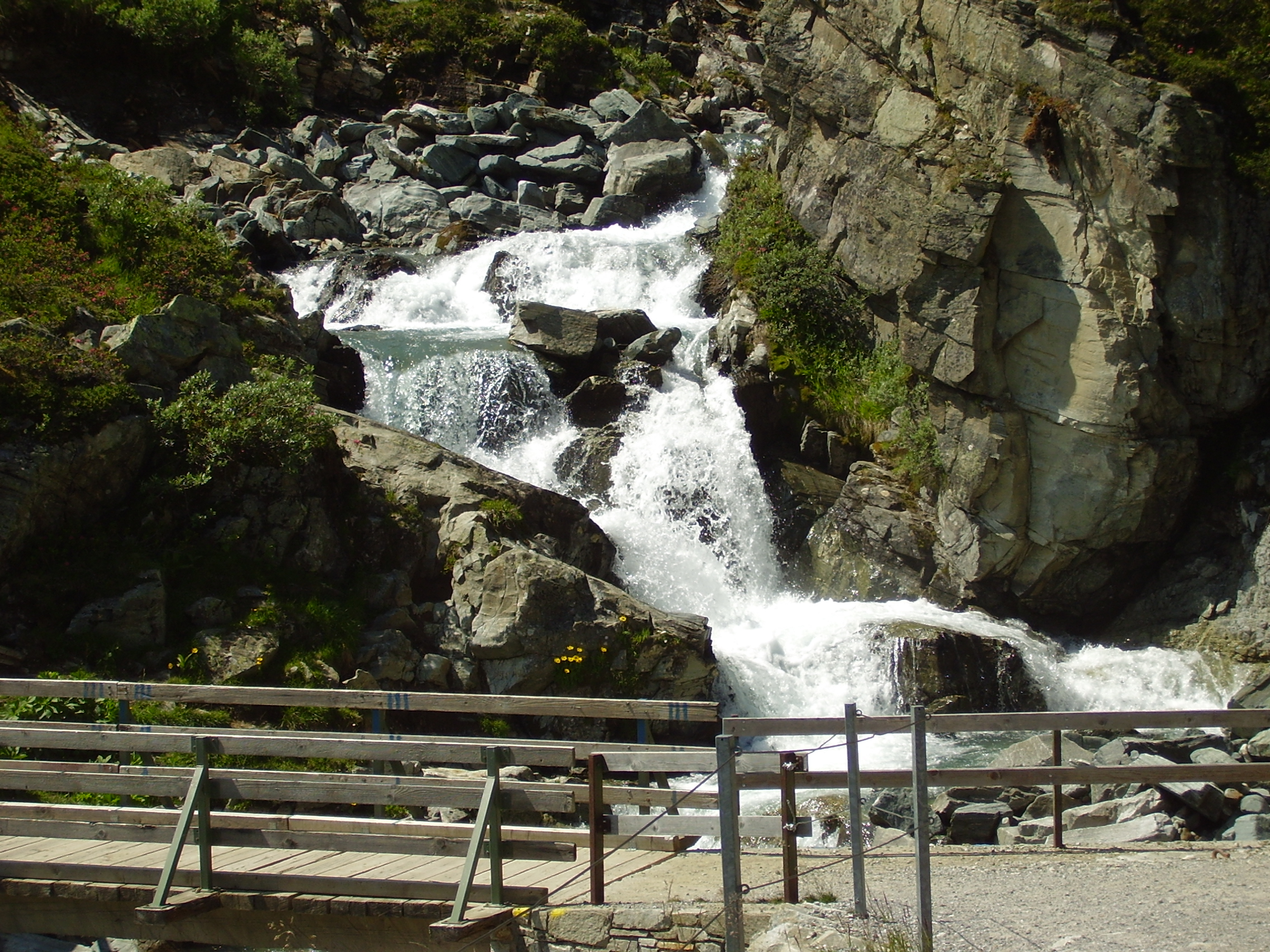
Wasserfall zur Mündung
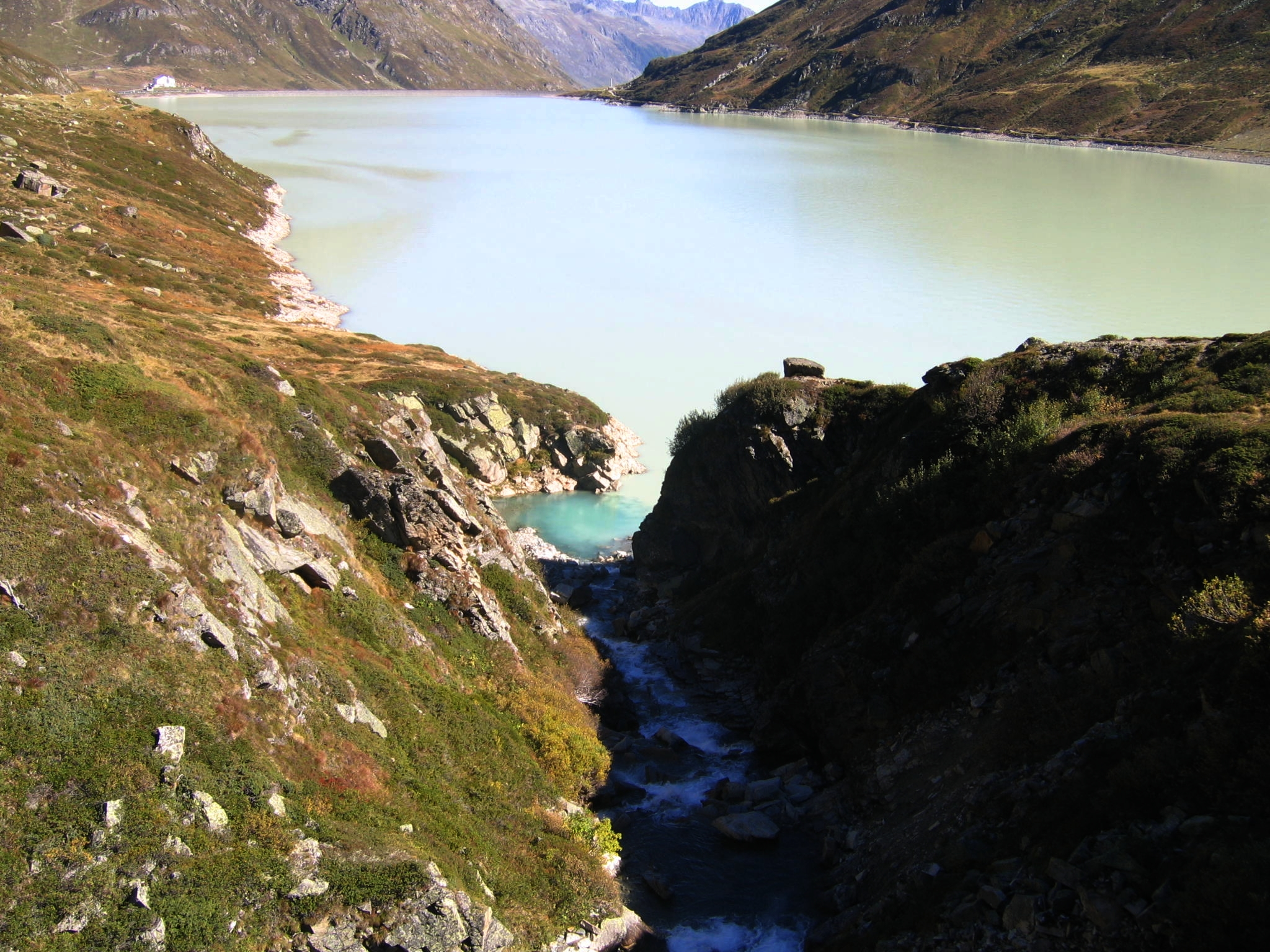
Mündung